# البرولا دو توبو
البرولا دو توبو (به اسپانیایی: Alberuela de Tubo) یک شهرستان در اسپانیا است که در استان هوئسکا واقع شده‌است.